# Sciaphila okabeana
Sciaphila okabeana là một loài thực vật có hoa trong họ Triuridaceae. Loài này được Tuyama miêu tả khoa học đầu tiên năm 1936.